# Сільська гміна
Сільська гміна (пол. gmina wiejska) — гміна Польщі, територія якої не включає до свого складу жодного міста (інколи правління такої гміни міститься в сусідньому місті).
Раніш у Польщі відповідником односільській ґміні була громада (пол. gromada). У період з XV до XVIII століття така ґміна була найменшою одиницею адміністративно-територіального поділу Польщі та деякою мірою одиницею місцевого самоврядування на селі. Слово «громада» також використовувалося щодо жителів одного приходу або прошарку міської бідноти.
Після поділів Речі Посполитої система внутрішнього поділу і коло повноважень управлінь гмін змінювалися відповідно до правових систем держав, до складу яких відійшли частини Речі Посполитої. Як правило, в частинах Речі Посполитої, які відійшли до Пруссії та Австрії домінували гміни, які складалися з одного села (пол. gminy jednostkowe). У частині, яка відійшла до Росії, після 1864 році громада була включена як нижча територіальна одиниця до складу сільської громади (пол. gmina zbiorowa), яка складалася з кількох сіл і була відповідником сучасного солтиства.
У міжвоєнний час Законом про місцеве самоврядування з 1933 році були введені в обіг одно- та кількасельні гміни (колективні). До складу колективної гміни входили кілька громад, на чолі яких стояла рада громади (у дрібніших громадах — загальний збір громади) та війт.
Таким чином, сільські гміни функціонували до реформи 1954 році, унаслідок якої колективні гміни були ліквідовані, а найменшої одиницею адміністративно-територіального поділу Польщі стали громади.
Чергова реформа в 1973 році ліквідували громади і заново ввела колективні гміни (пол. gminy zbiorowe) разом із допоміжними гмінами нижчого рівня або солтиствами.
Водночас громади, як і гміни, починаючи від 1950 року, були органами загальної державної влади, а не місцевого самоврядування. Це саме стосується і міських гмін.
Найчастіше центри сільських гмін є в селах, проте бувають і винятки — іноді центр гміни розміщено у прилеглому невеликому місті з власною міською гміною (Коваль, Обжицько, Сточек-Луковський). Часом адміністративний центр гміни може бути навіть у відносно великих повітових містах, а зрідка навіть у містах на правах повіту (з 66 міст на правах повіту центрами сільських гмін є 14 — Біла, Влоцлавек, Грудзьондз, Ельблонг (найбільше місто на правах повіту, що є адміністративним центром для сільської гміни), Замостя, Ломжа, Перемишль, Седльці, Слупськ, Сувалки, Тарнів та Холм). Загалом сільських гмін, органи управління яких розташовані у містах, 158. Їх називають «gminy obwarzankowy» (дослівно «бубликові гміни», адже вони оточують місто колом, немов бублик). 2014 року, задля зменшення кількості органів, що дублюють один одного, запропоновано об'єднувати такі гміни з містом. Поки лише одне місто здійснило об'єднання — колишня сільська гміна Зелена Гура об'єднана з містом.